# Marmaray

Verloop van het Marmaray-project

Het Marmaray-project is een onderzeese spoortunnel onder de Bosporus die het Europese en Aziatische deel van Istanboel met elkaar verbindt, in aanvulling op de twee reeds bestaande bruggen. De tunnel werd op 29 oktober 2013 geopend.
De naam "Marmaray" is een combinatie van Zee van Marmara en "ray", Turks voor rail.
De totale kosten voor het project worden geraamd op zo'n 2,5 miljard euro, waarvan een groot deel wordt gefinancierd door de Europese Investeringsbank en de Japanse Bank voor Internationale Samenwerking.
De bouw werd geleid door een vijftal Japanse en Turkse corporaties.

## Gedeelte onder water
Het gedeelte onder water is de diepste afgezonken tunnel in de wereld, en de eerste tunnel die twee continenten met elkaar verbindt. Het heeft twee sporen, zowel bruikbaar voor de metro als voor langeafstandstreinen. Het heeft een lengte van 1387 meter.
Aan de Europese zijde is het eerste station het ondergrondse deel van station Sirkeci in de Europese wijk Eminönü, waar bovengronds alle treinen naar de rest van Europa vertrekken.
Aan de Aziatische zijde is het eerste station het ondergrondse station Üsküdar.

## Aansluitingen
Er wordt nog gewerkt aan de aanvulling en verbetering van de aansluitingen aan weerszijden. De totale lengte van het ondergrondse gedeelte van het project is 13,5 kilometer, hieronder vallen ook de geboorde tunnels onder land. Hiernaast wordt ook nog 63 kilometer bestaand bovengronds spoor vernieuwd, tussen Gebze en Halkali. Het project verbindt het metrostelsel en de lightrail van Istanboel met de spoorwegen vanuit Europa en richting andere Turkse steden via het nieuw te bouwen ondergrondse station bij Yenikapı in de Europese wijk Fatih. 37 bovengrondse stations, zowel aan Europese als aan Aziatische zijde worden herbouwd of gerenoveerd.
Het doel van het project is om het gebruik van openbaar vervoer te stimuleren. Zo voorspelt de projectleiding dat het aandeel van spoorvervoer in Istanboel na de opening van Marmaray zal verzevenvoudigen; van 3,6 procent tot meer dan een kwart van al het gemotoriseerd vervoer in de stad. Dit zou betekenen dat Istanboel een vergelijkbaar railtransport-aandeel heeft als Parijs.
Bij station Söğütlüçeşme komt de lijn door de tunnel samen met de lijn voor langere afstanden verder Azië in, van station Haydarpaşa.

## Bouw
De bouw van de tunnel begon in mei 2004 en het laatste tunneldeel werd op 23 september 2008 afgezonken. Op 13 oktober 2008 liep de Turkse premier Erdogan ceremonieel door de tunnel.
De bouw liep in 2005 vertraging op door de vondst van de grootste haven van het oude Constantinopel, de haven van Theodosius, op de plek waar een nieuw ondergronds station moest komen. Er werden restanten van de muur van Constantijn de Grote gevonden en enkele boten, waaronder de enige opgegraven Byzantijnse galei. Ook werden bij opgravingen de oudste resten van bewoond gebied aangetroffen, zo'n 8000 jaar oud.
Het project zou aanvankelijk in 2011 afgerond zijn, maar werd geopend op 29 oktober 2013.

## Autotunnel
In 2009 werd bekend dat er naast een spoortunnel ook een autotunnel onder de Bosporus komt, de Euraziëtunnel. Een consortium van het Turkse Yapi Merkezi en de Koreaanse bedrijven Samwhan Corporation en Hanshin maakten op 1 oktober 2009 bekend op zoek te zijn naar financiers voor het project dat in 2015 afgerond zou moeten zijn. De tunnel werd in december 2016 geopend.